# Lindera guangxiensis
Lindera guangxiensis är en lagerväxtart som beskrevs av Hung Pin Tsui. Lindera guangxiensis ingår i släktet Lindera och familjen lagerväxter. Inga underarter finns listade i Catalogue of Life.